# Smila
Smila (Oekraïens: Сміла) is een stad in oblast Tsjerkasy, Oekraïne.

## Bevolking
Op 1 januari 2020 telde Smila 66.976 inwoners, een daling sinds het hoogtepunt van bijna 80.000 inwoners in 1989.

## Zustersteden
Smila is verzusterd met:
- Kovel, oblast Wylonië, Oekraïne
- Newton, Verenigde Staten
- Rzjev, Rusland